# Кохане (Василівський район)
Коха́не — село в Україні, у Роздольській сільській громаді Василівського району Запорізької області. Населення становить 467 осіб. До 2020 року орган місцевого самоврядування — Коханівська сільська рада.

## Географія
Село Кохане розташоване за 87 км від обласного центру, 31 км від районного центру та  26 км від міста Токмака. Поблизу розташовані села Новолюбимівка (1 км) та Переможне й Вишневе (2 км). Найближча від села залізнична станція Молочанськ (за 16 км). Поруч з селом тече великий іригаційний канал.

## Історія
Село засновано 1923 року (за іншими даними — 1921 року) під первинною назвою хутір Червоний переселенцями з Великого Токмака (нині — частина міста Токмак).
У 1957 році хутір Червоний перейменований в село Кохане.
12 червня 2020 року, відповідно до розпорядження Кабінету Міністрів України № 713-р «Про визначення адміністративних центрів та затвердження територій територіальних громад Запорізької області», Коханівська сільська рада об'єднана з Роздольською сільською громадою.
19 липня 2020 року, в результаті адміністративно-територіальної реформи та ліквідації Токмацького району, село увійшло до складу новоутвореного Василівського району.

## Економіка
- ТОВ «Кохане».

## Пам'ятка
- Братська могила, де поховані 1737 радянських вояків, які загинули під час німецько-радянської війни.

## Об'єкти соціальної сфери
- Середня загальноосвітня школа.
- Дитячий дошкільний навчальний заклад.
- Будинок культури.
- Амбулаторія.